# Alvados
Alvados is een plaats (freguesia) in de Portugese gemeente Porto de Mós en telt 558 inwoners (2001).